# Beauménil
Pour l’article ayant un titre homophone, voir Beaumesnil.
Beauménil ([bomenil] ), en patois vosgien de la montagne [boːmɛniː], est une commune française située dans le département des Vosges en région Grand Est.

### Localisation

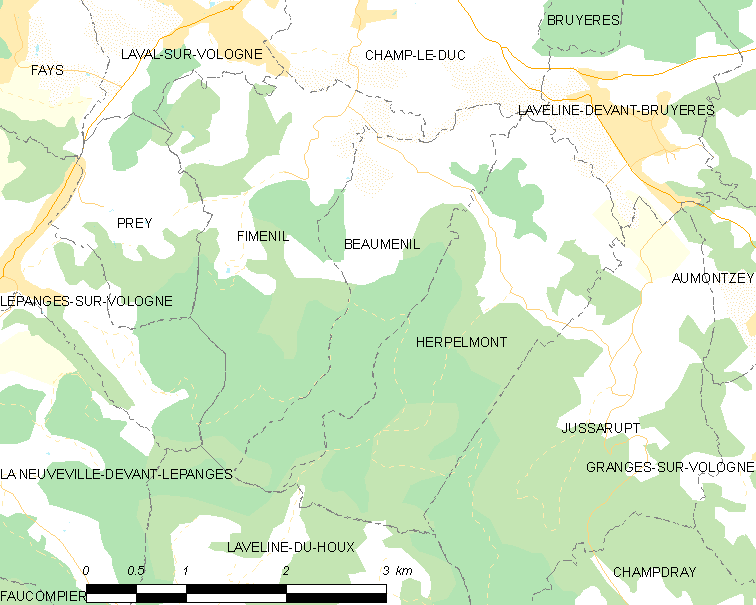
Situation géographique de Beauménil.

## Géographie

### Géologie et relief
La commune se compose de 155,92 hectares de territoires agricoles (47,11 %) et 175,01 hectares de forêts et milieux semi-naturels  (52,87 %).
Espaces naturels :
- Un espace protégé Natura 2000 :

Massif vosgien.
- Une zone naturelle d'intérêt écologique, faunistique et floristique (Znieff) :

Massif vosgien.

### Hydrographie et les eaux souterraines
Hydrogéologie et climatologie : Système d’information pour la gestion des eaux souterraines du bassin Rhin-Meuse :
Territoire communal : Occupation du sol (Corinne Land Cover); Cours d'eau (BD Carthage),
Géologie : Carte géologique; Coupes géologiques et techniques,
 Hydrogéologie : Masses d'eau souterraine; BD Lisa; Cartes piézométriques.
La commune est située dans le bassin versant du Rhin au sein du bassin Rhin-Meuse. Elle est drainée par la Vologne et le ruisseau de Herpelmont,.
La Vologne prend sa source à plus de 1 240 mètres d'altitude, sur le domaine du jardin d'altitude du Haut-Chitelet, entre le Hohneck et le col de la Schlucht, et se jette dans la Moselle à Jarménil, à 358 m d'altitude.

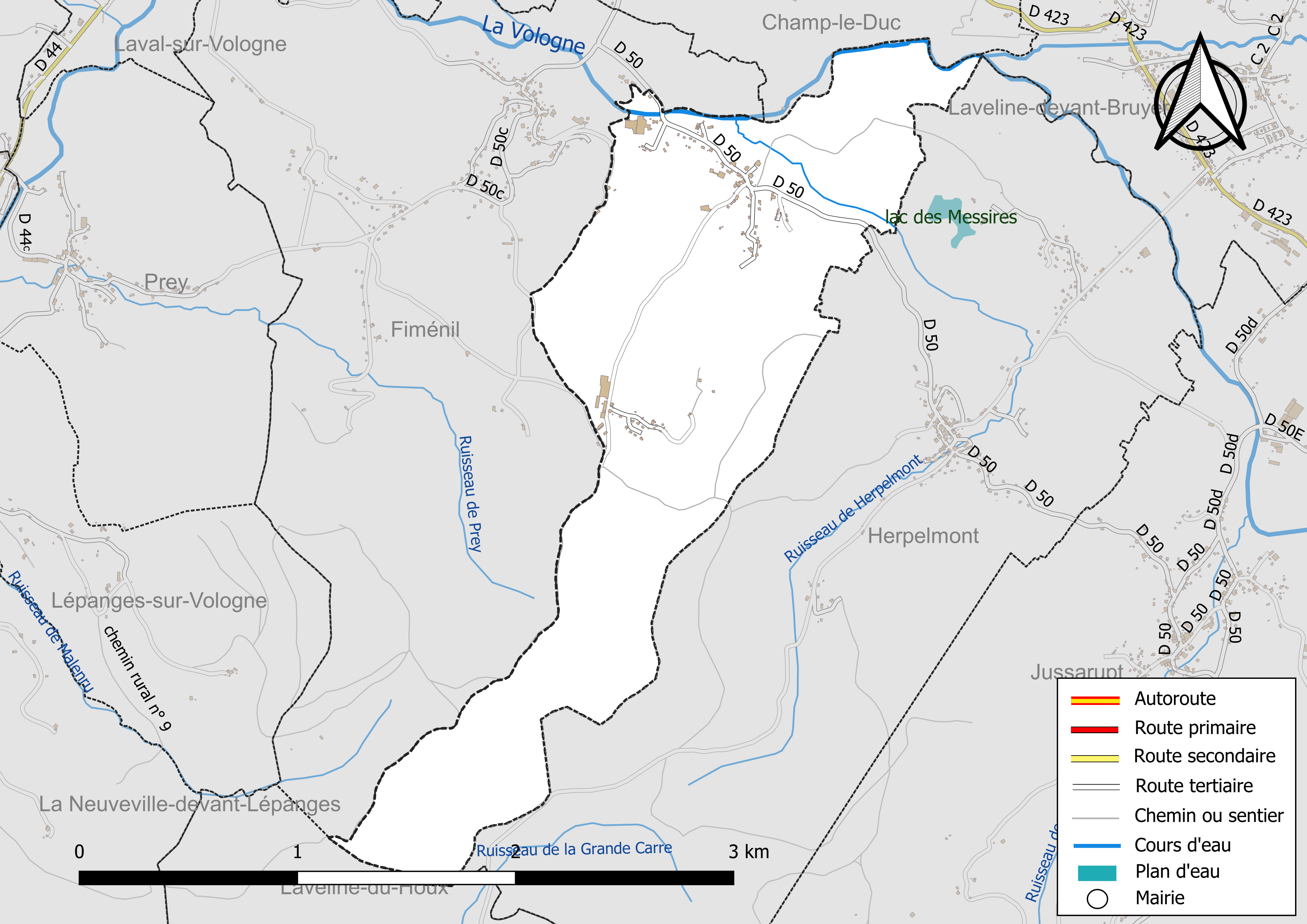
Réseaux hydrographique et routier de Beauménil.

### Climat
Pour des articles plus généraux, voir Climat du Grand Est et Climat des Vosges.
En 2010, le climat de la commune est de type climat de montagne, selon une étude du Centre national de la recherche scientifique s'appuyant sur une série de données couvrant la période 1971-2000. En 2020, Météo-France publie une typologie des climats de la France métropolitaine dans laquelle la commune est exposée à un climat semi-continental et est dans la région climatique  Vosges, caractérisée par une pluviométrie très élevée (1 500 à 2 000 mm/an) en toutes saisons et un hiver rude (moins de 1 °C). 
Pour la période 1971-2000, la température annuelle moyenne est de 9,2 °C, avec une amplitude thermique annuelle de 17,1 °C. Le cumul annuel moyen de précipitations est de 1 375 mm, avec 14,5 jours de précipitations en janvier et 11,2 jours en juillet. Pour la période 1991-2020, la température moyenne annuelle observée sur la station météorologique de Météo-France la plus proche, « Le Roulier_sapc », sur la commune du Roulier à 8 km à vol d'oiseau, est de 10,2 °C et le cumul annuel moyen de précipitations est de 1 000,2 mm. 
La température maximale relevée sur cette station est de 38,1 °C, atteinte le 25 juillet 2019 ; la température minimale est de −18,3 °C, atteinte le 20 décembre 2009,,. 
Les paramètres climatiques de la commune ont été estimés pour le milieu du siècle (2041-2070) selon différents scénarios d'émission de gaz à effet de serre à partir des nouvelles projections climatiques de référence DRIAS-2020. Ils sont consultables sur un site dédié publié par Météo-France en novembre 2022.

## Urbanisme

### Typologie
Au 1er janvier 2024, Beauménil est catégorisée commune rurale à habitat dispersé, selon la nouvelle grille communale de densité à sept niveaux définie par l'Insee en 2022.
Elle est située hors unité urbaine et hors attraction des villes,.

### Occupation des sols
L'occupation des sols de la commune, telle qu'elle ressort de la base de données européenne d’occupation biophysique des sols Corine Land Cover (CLC), est marquée par l'importance des forêts et milieux semi-naturels (53,3 % en 2018), une proportion sensiblement équivalente à celle de 1990 (53,5 %). La répartition détaillée en 2018 est la suivante : 
forêts (53,3 %), prairies (41,5 %), zones agricoles hétérogènes (5,1 %). L'évolution de l’occupation des sols de la commune et de ses infrastructures peut être observée sur les différentes représentations cartographiques du territoire : la carte de Cassini (XVIIIe siècle), la carte d'état-major (1820-1866) et les cartes ou photos aériennes de l'IGN pour la période actuelle (1950 à aujourd'hui).

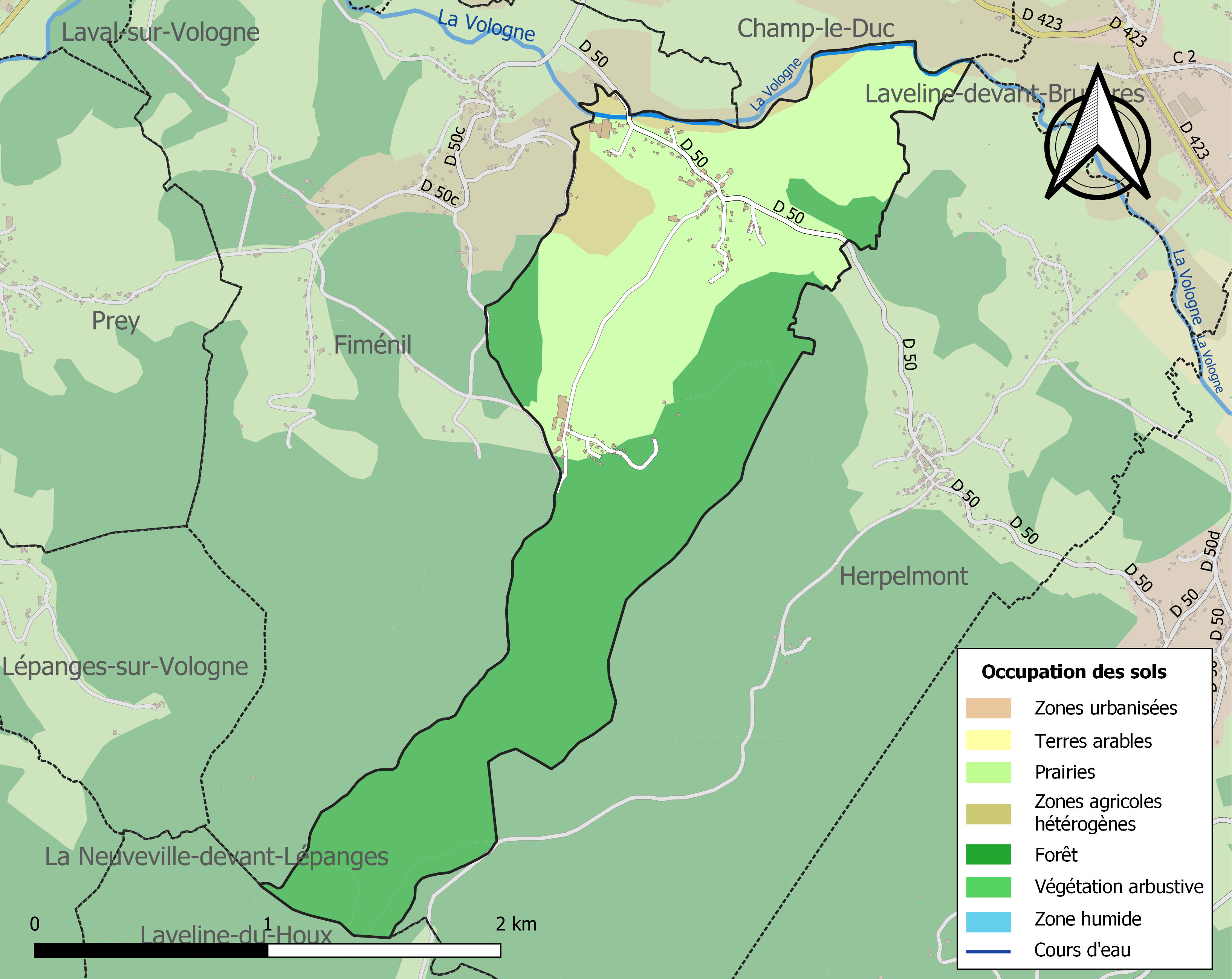
Carte des infrastructures et de l'occupation des sols de la commune en 2018 (CLC).

### Voies de communications et transports

#### Voies routières
Beauménil se situe à 4 km de Bruyères, à 27 km d'Épinal et à 92 km de Nancy.

#### Transports en commun

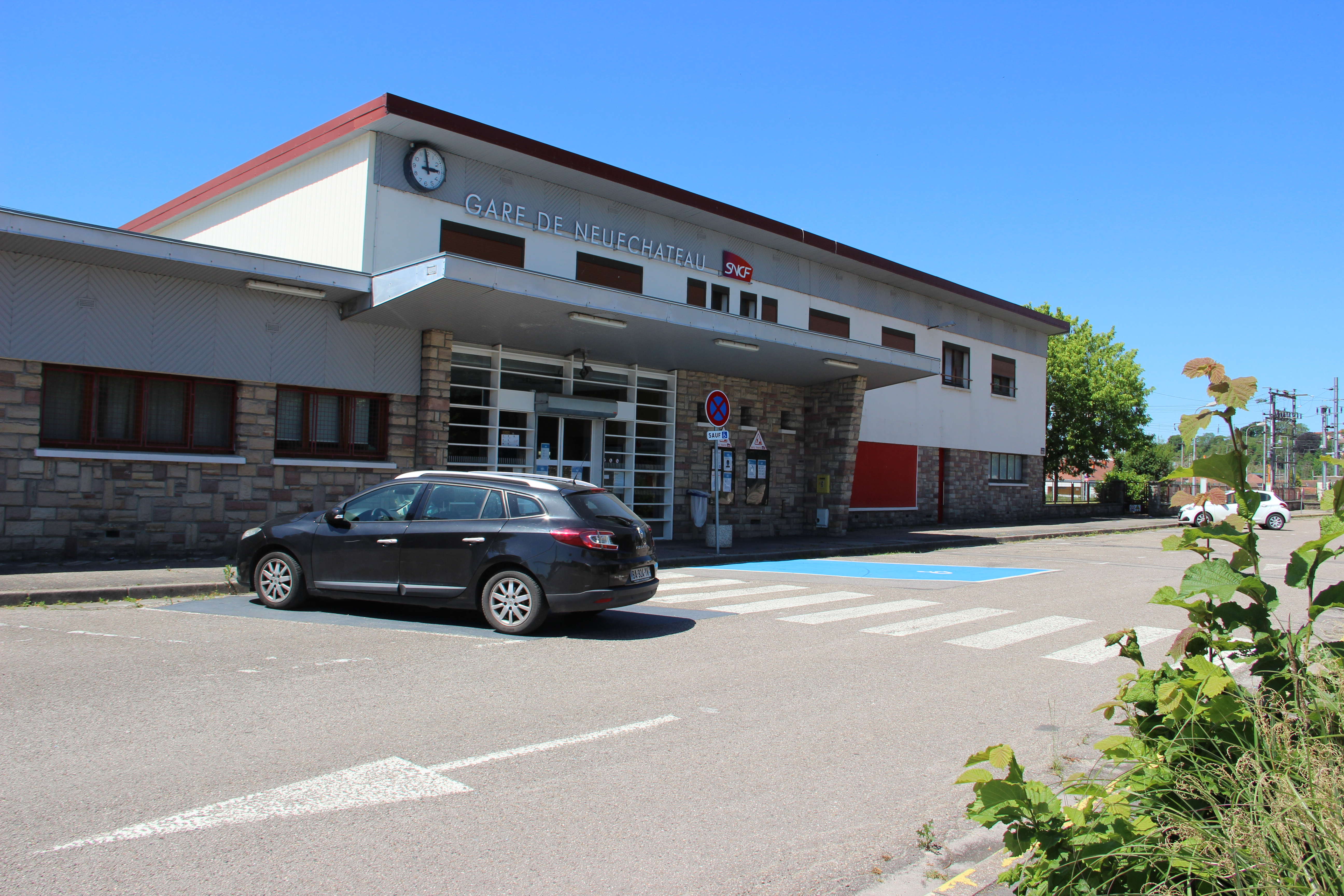
Gare de Bruyères.

- Fluo Grand Est.

#### Lignes SNCF
- Gare de Bruyères

#### Transports aériens
- Aéroport de Colmar - Houssen.
- L'Aéroport d'Épinal-Mirecourt « Vosges Aéroport ».

À partir de l'été 2021, l’aéroport d’Épinal-Mirecourt est devenu le "pélicandrome" de la Zone Est et servira ainsi de base de ravitaillement et d’intervention pour les avions bombardiers d’eau connus sous le nom de Dash 8.

## Toponymie
Le nom de la localité est attesté sous les formes ? « In finem que vocatur Bonummasum [le ms. porte Boummasum] pour Bonummasnin… » (XIe ou XIIe siècle) ; On Baulmesnil (1576) ; Le Beaumesnil (1580) ; Baulmesnil (1594) ; Baumesnil (1628).

Mentionné sous la forme latinisée Bonummasnin aux XIe et XIIe siècles, le N final est sans doute une cacographie pour L.

Pour Albert Dauzat et Charles Rostaing, qui ne prennent pas en compte la forme médiévale, il s'agit d'un « beau mesnil », comme les Beaumesnil de Normandie.
Pour Ernest Nègre, il s'agit d'un « bon mesnil » comme l'atteste la forme ancienne, avec attraction du mot bien connu « beau » (« dénasalisation de /ɔ̃/ »).
La graphie ménil pour mesnil est moderne en Lorraine, comme dans le département de l'Orne.

## Histoire
Beauménil appartenait au bailliage de Bruyères.
Le village ne possède pas d’église et dépendait de la cure de Champ-le-Duc dont le patronage était au chapitre de Remiremont.
Le 9 septembre 1944, à la suite d’une attaque de véhicules par les maquisards de Beauménil, un détachement de la Waffen-SS a occupé le village de Rehaupal et incendié des maisons et la scierie Rivat.

## Politique et administration

### Découpage territorial
Par arrêté préfectoral du 15 septembre 2023, la commune est retirée le 1er janvier 2024 de l'arrondissement d'Épinal et rattachée à l'arrondissement de Saint-Dié-des-Vosges.

### Liste des maires
| Période                                  | Période   | Identité                 | Étiquette | Qualité     |
| ---------------------------------------- | --------- | ------------------------ | --------- | ----------- |
| Les données manquantes sont à compléter. |           |                          |           |             |
|                                          |           | Roger Didier (1928-2018) |           | Agriculteur |
| mars 2001                                | mars 2014 | Alain Gremillet (1940-)  | DVD       |             |
| mars 2014                                | En cours  | Odile Seuret             |           | [ 27 ]      |

### Budget et fiscalité 2023

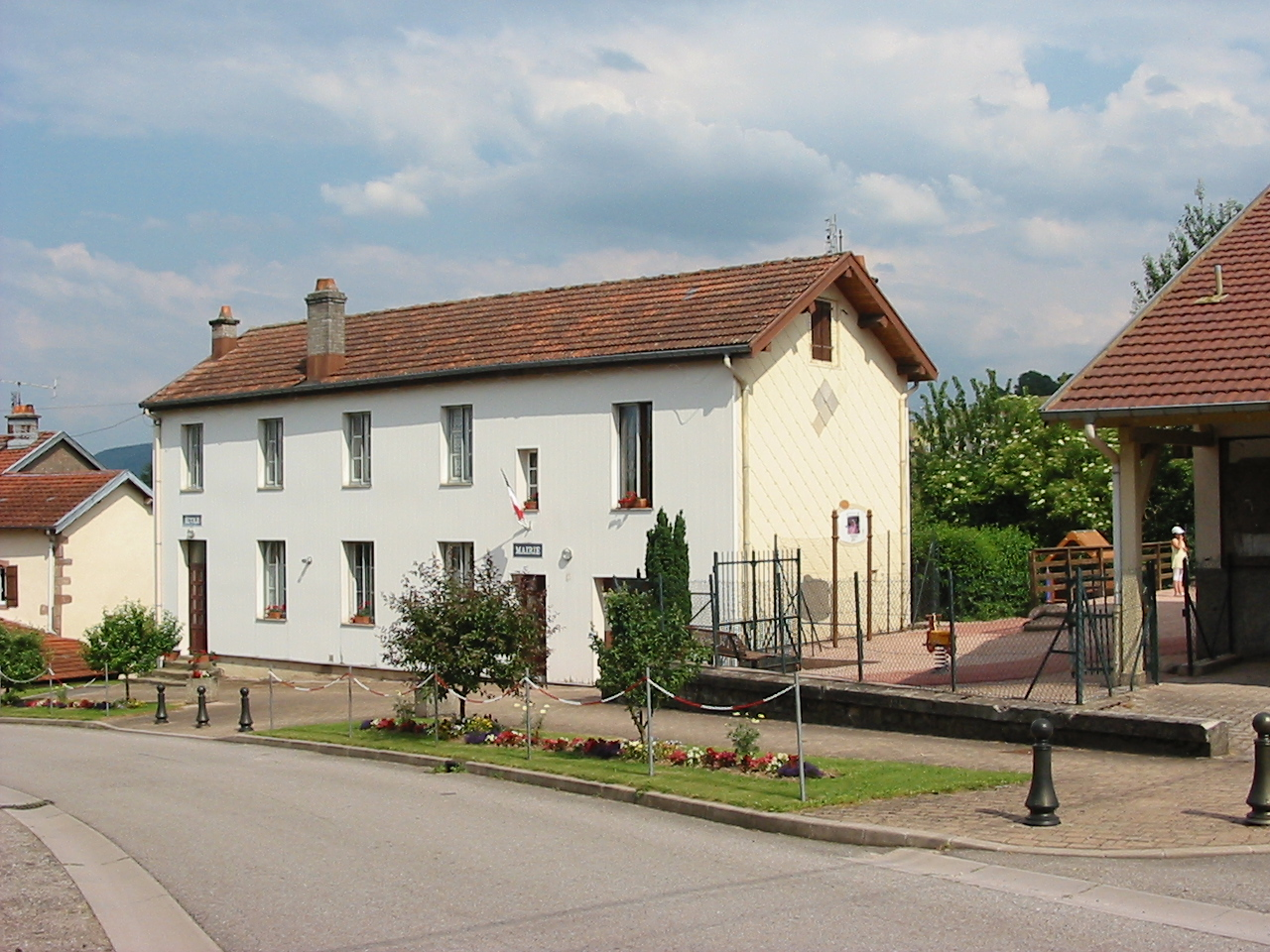
La mairie-école.

En 2023, le budget de la commune était constitué ainsi :
- total des produits de fonctionnement : 117 000 €, soit 886 € par habitant ;
- total des charges de fonctionnement : 106 000 €, soit 806 € par habitant ;
- total des ressources d'investissement : 10 000 €, soit 73 € par habitant ;
- total des emplois d'investissement : 22 000 €, soit 63 € par habitant ;
- endettement : 0 €, soit 0 € par habitant.

Avec les taux de fiscalité suivants :
- taxe d'habitation : 18,89 % ;
- taxe foncière sur les propriétés bâties : 40,85 % ;
- taxe foncière sur les propriétés non bâties : 25,92 % ;
- taxe additionnelle à la taxe foncière sur les propriétés non bâties : 0,00 % ;
- cotisation foncière des entreprises : 0,00 %.

Chiffres clés Revenus et pauvreté des ménages en 2021 : médiane en 2021 du revenu disponible, par unité de consommation : 21 320 €.

## Population et société

### Démographie

#### Évolution démographique
L'évolution du nombre d'habitants est connue à travers les recensements de la population effectués dans la commune depuis 1793. Pour les communes de moins de 10 000 habitants, une enquête de recensement portant sur toute la population est réalisée tous les cinq ans, les populations de référence des années intermédiaires étant quant à elles estimées par interpolation ou extrapolation. Pour la commune, le premier recensement exhaustif entrant dans le cadre du nouveau dispositif a été réalisé en 2008.

En 2022, la commune comptait 132 habitants, en évolution de +10 % par rapport à 2016 (Vosges : −2,96 %, France hors Mayotte : +2,11 %).
| 1793 | 1800 | 1806 | 1821 | 1831 | 1836 | 1841 | 1846 | 1856 |
| ---- | ---- | ---- | ---- | ---- | ---- | ---- | ---- | ---- |
| 146  | 153  | 175  | 183  | 168  | 172  | 179  | 176  | 180  |

| 1861 | 1866 | 1876 | 1881 | 1886 | 1891 | 1896 | 1901 | 1906 |
| ---- | ---- | ---- | ---- | ---- | ---- | ---- | ---- | ---- |
| 165  | 155  | 163  | 169  | 149  | 141  | 128  | 141  | 184  |

| 1911 | 1921 | 1926 | 1931 | 1936 | 1946 | 1954 | 1962 | 1968 |
| ---- | ---- | ---- | ---- | ---- | ---- | ---- | ---- | ---- |
| 183  | 160  | 173  | 186  | 196  | 171  | 167  | 160  | 105  |

| 1975 | 1982 | 1990 | 1999 | 2006 | 2008 | 2013 | 2018 | 2022 |
| ---- | ---- | ---- | ---- | ---- | ---- | ---- | ---- | ---- |
| 115  | 128  | 148  | 143  | 132  | 128  | 118  | 129  | 132  |

### Enseignement
Établissements d'enseignements.
- Écoles maternelles et primaires à Champ-le-Duc, Laval-sur-Vologne, Laveline-devant-Bruyères, Bruyères, Lépanges-sur-Vologne.
- Collèges à Bruyères, Le Tholy, Corcieux, Éloyes.
- Lycées à Bruyères, Bruyères, Gérardmer.

### Santé
Professionnels et établissements de santé : 
- Médecins à Bruyères, Laveline-devant-Bruyères, Granges-sur-Vologne, Brouvelieures, Grandvillers, Docelles, Le Tholy.
- Pharmacies à Bruyères, Docelles, Le Tholy, Éloyes, Pouxeux, Anould, Deyvillers, Arches, Gérardmer.
- Hôpitaux à Bruyères, Gerbépal, Gérardmer, Fraize, Rambervillers.

### Cultes
- Culte catholique, Paroisse "Notre-Dame-du-Pays-de-l'Avison" [36], Diocèse de Saint-Dié.

## Économie

### Entreprises et commerces

#### Agriculture
- Élevage de vaches laitières.

#### Tourisme
- Hébergements et restauration à Champ-le-Duc, Jussarupt, Aumontzey, La Chapelle, Bruyères.

#### Commerces
- Commerces et services de proximité[37].
- Ancienne usine hydro-électrique "Salmon"[38].

## Culture locale et patrimoine

### Lieux et monuments

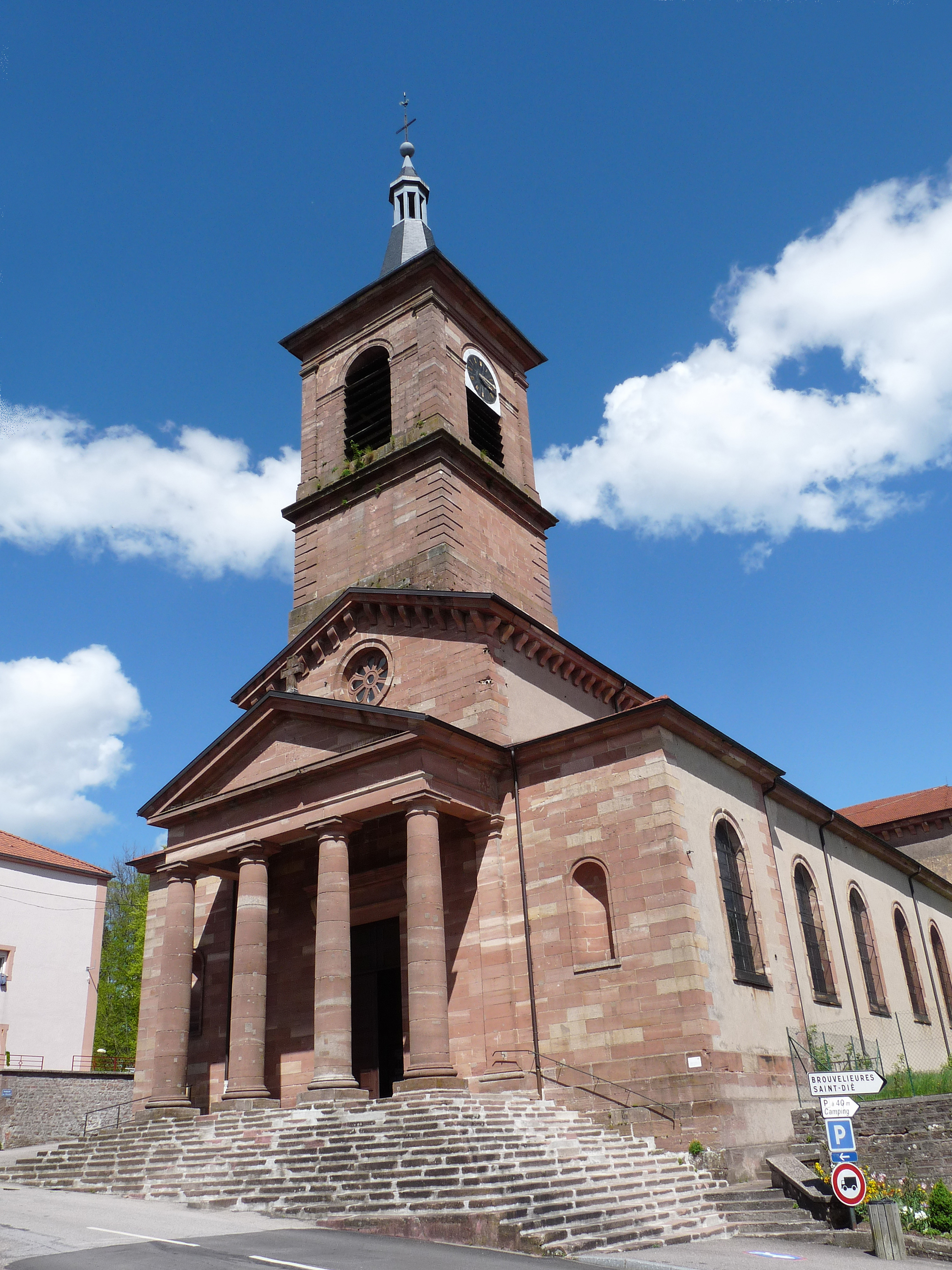
Église de Bruyères.

- La Paroisse "Notre-Dame-du-Pays-de-l'Avison" couvre les communes suivantes :

Beauménil, Belmont-sur-Buttant, Bois-de-Champ, Brouvelieures, Bruyères, Champ-le-Duc, Domfaing, Fays, Fiménil, Grandvillers, Laval-sur-Vologne, Laveline-devant-Bruyères, Les Rouges-Eaux, Mortagne, Vervezelle.
- La grotte de l'Ermite[39],[40] : située dans un lieu très escarpé de la forêt communale, à trois kilomètres au sud du village, sur le flanc nord de la montagne appelée « l’Ermite » par les habitants du pays. Elle a trois mètres de longueur, un mètre de largeur et deux mètres de hauteur. Elle est composée de deux roches de grès vosgien. L’intérieur est plus large au fond qu’à l’entrée ; la partie supérieure est formée de trois blocs et par des pierres de moindres dimensions qui paraissent avoir été placées là de main d’hommes.
Un ermite aurait habité cette grotte vers 1775 ; il se rendait pieds nus, tous les dimanches, en été comme en hiver, à l’Église Notre-Dame de Champ-le-Duc[41].
- Début 2017, la commune est « réputée sans clochers »[42].
- Croix[43].
- Monument aux morts de Rehaupal[44],[45].

### Personnalités liées à la commune
- Marie, Eugène, André Rivat, exécuté sommairement le 9 septembre 1944 à Rehaupal, résistant des Forces françaises de l'intérieur (FFI)[46],[47].

## Pour approfondir